# Waldeck Pyrmontlaan 35
Waldeck Pyrmontlaan 35 is een gemeentelijk monument in de gemeente Soest in de provincie Utrecht.
Tien jaar na de bouw in 1928 werd het huis verbouwd door de nieuwe bewoner W. Joh. van den Heuvel. Het zadeldak maakte plaats voor een plat dak. De asymmetrische voorgevel heeft links een hoekvenster met daarboven een rond venster. Aan de rechterzijde is een halfronde erker gebouwd over beide bouwlagen. De ingang van het uit witgesausde bakstenen opgetrokken huis bevindt zich in de linker zijgevel.